# StarCraft II: Wings of Liberty Soundtrack
StarCraft II: Wings of Liberty Soundtrack lub Starcraft II: Wings of Liberty Collector’s Soundtrack – oficjalna ścieżka dźwiękowa z gry StarCraft II: Wings of Liberty, skomponowana przez Russella Browera, Glena Stafforda, Dereka Duke’a i Neala Acree. Soundtrack został wydany 27 lipca 2010 roku przez Blizzard Entertainment na płycie CD (dostępna tylko w edycji kolekcjonerskiej) i do cyfrowego ściągnięcia na stronie iTunes (w formacie m4a).

## Opis albumu
Russell Brower, dyrektor dźwięku i jeden z kompozytorów Blizzarda stwierdził, że w porównaniu do muzyki ze StarCrafta, która była tworzona w większości na instrumentach klawiszowych, StarCraft II: Wings of Liberty posiada ścieżkę dźwiękową stworzoną dzięki orkiestrze oraz chórom. Muzyka do drugiej części została nagrana w różnych miejscach i w wielu stylach. Pierwszym etapem tworzenia ścieżki było Skywalker Sound na Ranczu Skywalker w hrabstwie Marin w Kalifornii, gdzie nagrano partie orkiestrowe w filmowym stylu z udziałem 78 muzyków, którzy współpracują na co dzień z orkiestrą symfoniczną i operą San Francisco Symphony. Następnie w Bastyr University Chapel w Seattle w stanie Waszyngton odbyły się dwie sesje nagraniowe 32 osobowego chóru (nagranego potrójnie w celu uzyskania 96 głosów) pod okiem Johna Kurlandera, który stworzył ścieżkę dźwiękową do filmów z serii Władca Pierścieni oraz współpracował z zespołem The Beatles podczas nagrywania albumu Abbey Road. Ostatnim etapem było miasto Woodstock w stanie Nowy Jork, gdzie w studiu nagraniowym Dreamland nagrano muzykę do zespołu Terran Band. Wśród zaangażowanych muzyków wymieniono m.in. basistę Tony’ego Levina oraz perkusistę Jerry’ego Marrota, który grał również na dwóch BlizzConach. Ponadto świat StarCrafta II uzupełniają nagrania w studiach Blizzarda z udziałem takich artystów, jak Laurence Juber (były członek Wings) czy Tommy Morgan grający na harmonijce; są to dodatkowe cztery godziny materiału muzycznego do rozgrywki oraz wielu scen filmowych.
W ścieżce dźwiękowej do Wings of Liberty (w przerywniku filmowym „A Better Tomorrow”) został wykorzystany również hymn marynarki wojennej o nazwie „Eternal Father, Strong to Save” stworzony przez Williama Whitinga i Johna B. Dykesa w 1860 roku.

## Odbiór
| Square Enix Music      | [ 7 ]          |
| Soundtrack Geek        | [ 8 ]          |
| Original Sound Version | (bardzo dobra) |
| Gamemusic              | (bardzo dobra) |

Ścieżka dźwiękowa StarCraft II: Wings of Liberty zdobyła dobre oceny wśród recenzentów. Joe Hammond ze Square Enix Music napisał: „Ścieżka wywarła na mnie wrażenie. Różnorodność (...) jest niesamowita i chociaż może być inspirowana wieloma istniejącymi ścieżkami dźwiękowymi do filmów i gier, bardzo dobrze wykorzystuje wszystkie elementy, tworząc niezwykle satysfakcjonującą ścieżkę dźwiękową. Co więcej, muzyka jest zauważalnym ulepszeniem w stosunku do oryginalnej ścieżki dźwiękowej, głównie dzięki żywej orkiestrze i chórowi”. Z kolei według Gideona Dabi z Original Sound Version „StarCraft II może być najlepszą ścieżką dźwiękową tego [2010] roku. Jest nie tylko fachowo wykonana, pięknie wyprodukowana i oszałamiająco różnorodna pod względem stylów, ale jest również muzyczną i fantastyczną podróżą”.
Ponadto w 2010 roku była nominowana przez serwisy IGN i G4TV do nagrody w kategorii „Best Soundtrack”.

## Format i lista utworów
CD, digital download:
| Nr  | Tytuł utworu           | Długość |
| --- | ---------------------- | ------- |
| 1.  | „Wings of Liberty”     | 7:15    |
| 2.  | „Public Enemy”         | 5:03    |
| 3.  | „Heaven’s Devils”      | 7:06    |
| 4.  | „The Deal”             | 4:55    |
| 5.  | „Escape from Mar Sara” | 1:47    |
| 6.  | „Zeratul’s Warning”    | 1:45    |
| 7.  | „The Prophecy”         | 4:08    |
| 8.  | „Firstborn”            | 6:18    |
| 9.  | „I, Mengsk”            | 9:45    |
| 10. | „Better Tomorrow”      | 2:22    |
| 11. | „Card To Play”         | 2:31    |
| 12. | „The Hive”             | 2:31    |
| 13. | „Fire and Fury”        | 3:38    |
| 14. | „The Showdown”         | 3:54    |
|     |                        | 1:02:58 |

## Personel
Dane zaadaptowane z Discogs i AllMusic oraz oficjalnej strony poświęconej muzyce z gier, wydawanych przez Blizzard Entertainment:
| - Russell Brower – producent albumu, kompozytor (utwory 1–2, 6, 8, 10–11 i 13–14) - Edo Guidotti – producent, producent orkiestracji i sesji na żywo - Jerry Marotta – producent - Glenn Stafford – kompozytor (utwory 1–3 i 9) - Derek Duke – kompozytor (utwory 1, 4, 9 i 12) - Neal Acree – kompozytor (utwory 1, 5, 7, 9, 11 i 14) - Cris Velasco – kompozytor (utwór 4), muzyka dodatkowa - Sascha Dikiciyan – kompozytor (utwór 4), muzyka dodatkowa - Laurence Juber – muzyka dodatkowa - Inon Zur – muzyka dodatkowa - Dave Cook – inżynier - Dann Thompson, Judy Kirschner, Robert Gatley – asystenci inżyniera - Joseph Gauthier – asystent, dodatkowy inżynier | - John Kurlander – miksowanie - Andre Zweers – edycja, operator Pro Tools - Skywalker Symphony Orchestra – orkiestra - Eimear Noone – prowadzący orkiestrę - Bill Liston, Penka Kouneva, Tim Davies – orkiestracja - Danail Getz, Philip Klein – dodatkowa orkiestracja - Starcraft Terran Band – zespół - Northwest Choirs – chór - Joseph Crnko – chórmistrz - Kory Kruckenberg – nagrywający ścieżkę dźwiękową - Jon Schluckebier – menadżer sceny - John Winters, Brian Valentino – drugi inżynier - Keith Landes, Jay Maguire, Dennis Crabtree, Thomas Pieracci – koordynatorzy, planowanie - Andrea Toyias – A&R - Robert Puff – kopista, bibliotekarz muzyczny |

Ponadto w ścieżce dźwiękowej wykorzystano utwór „Eternal Father, Strong to Save” z 1860 roku autorstwa Williama Whitinga i John B. Dykesa. Ścieżka dźwiękowa została nagrana w Skywalker Sound, oddziale firmy Lucasfilm w hrabstwie Marin w Kalifornii, USA; muzykę StarCraft Terran Band nagrano w Dreamland Recording Studios w Woodstock w stanie Nowy Jork i JEL Recording Studios w Newport Beach w Kalifornii; chór nagrano w Bastyr University Chapel w Seattle w stanie Waszyngton.